# 花園 (小樽市)
花園（はなぞの）は北海道小樽市の地名。1丁目から5丁目まである。

## 概要
花園地区は古くから小樽市の中心として栄え、現在でも市役所や消防本部などの官公庁が多く、加えて歓楽街としても機能している。国道5号が地区の中心を横断しており、主に山側が官公街、海側が歓楽街となっている。
隣接する稲穂地区等とともに小樽市の中心部を形成している。稲穂地区が繁華街となっているのに対し、花園地区は歓楽街としての色が濃い。

## 地理
小樽市中心部に位置する。地区西部の小樽公園から海側の相生町にある水天宮にかけての丘陵地上にあり、地区内は起伏がある。
東は山田町、相生町、西は緑、南は入船、北は稲穂、富岡に接する。

### 河川
- 於古発川

## 歴史
明治初期には当地周辺は櫛形山と呼ばれていた。明治3,4年頃に払い下げられるが開墾が進まず、1881年（明治14年）小樽郡・高島郡の公園用地として上地された。その後、それまで勝納川沿いにあった市街地が北に広がり当地も街区をなした。1884年（明治17年）（※明治15年との記録もある）小樽郡花園町として成立。1899年（明治32年）小樽区の成立に伴い編入された。1910年（明治43年）には小樽公園が完成。1915年（大正4年）には町名改正が行われ、小樽公園を町名として分離するが、1968年（昭和43年）に再度編入している。

## 交通

### 鉄道
- 北海道旅客鉄道(JR北海道)函館本線
  - 地域内に駅は存在しない。小樽駅が最寄となる。

### 道路
- 国道5号

### 路線バス
- 北海道中央バス
- ジェイ・アール北海道バス

## 施設

### 官公庁
- 小樽市役所
- 小樽警察署花園交番
- 小樽市消防本部
- 小樽市消防本部花園出張所
- 小樽市水道局
- 札幌地方裁判所小樽支部
- 札幌家庭裁判所小樽支部
- 小樽簡易裁判所
- 小樽市教育委員会

### 公共施設
- 小樽公園
  - 小樽桜ヶ丘球場
- 花園グリーンロード
- 小樽市民会館
- 市立小樽図書館
- 小樽市総合体育館
- 旧小樽区公会堂
- 小樽市勤労女性センター

### 郵便局
- 小樽花園郵便局
- 小樽花園二郵便局

### 医療機関
- 医療法人西病院

### 教育機関
- 中学校
  - 小樽市立菁園中学校
- 小学校
  - 小樽市立花園小学校

### 商店街・市場
- 花園銀座商店街
  - 館ブランシェ（旧洋菓子の館）
  - 新倉屋本店
- 花園高架下商店街
- 花園北門商店街
- 妙見市場

### 観光スポット
- 小樽寿司屋通り